# Королева была в гостиной
«Королева была в гостиной» (англ. The Queen Was in the Parlour) — романтическая пьеса в трёх актах английского писателя Ноэля Кауарда. Принадлежит к жанру Руритания, её название взято из строки в детском стишке «Sing a Song of Sixpence!». Хоть пьеса и написана в 1922 года, она была впервые поставлена на сцене лишь 24 августа 1926 года в Театре Святого Мартина. В общей сложности было показано 136 спектаклей.

## Адаптации
Было снято 3 фильма — первые два под оригинальным названием (в 1927 году, как в немом кино и в 1928 году в качестве комментируемых фото) и третий, под названием «Tonight Is Ours» в 1933 году.
- 1927 — Королева была в гостиной — немое кино с Лили Дамитой и Паулем Рихтером в главных ролях.
- 1928 — Королева была в гостиной
- 1933 — Tonight Is Ours (фильм) — (Paramount Pictures, Stuart Walker)